# Giuseppina Zinetti
Giuseppina Zinetti (1889 - 1973) fou una mezzosoprano italiana.
Coneguda per la seva veu de mezzosoprano expressiva, centrada i àgil amb un timbre bonic i tècnica excel·lent. Després de retirar-se de l'escenari obrí una escola de cant a Milà que va tenir entre altres alumnes a la mezzo Cloë Elmo, el tenor Eugene Conley i el baríton Scipio Colombo.